# نتن كبدي
النَتَن الكَبِدِي(1) (بالإنجليزية: fetor hepaticus)‏ هي حالةٌ تحدثُ في فرط ضغط الدم البابي حيث تسمحُ التحويلة البابية الجهازية [الإنجليزية] للثيول بالمرور مباشرةً إلى الرئتين. تعتبرُ علامةً متأخرةً على فشل الكبد وهي إحدى السمات السريرية لاعتلال الدماغي الكبدي. قد تحدث أيضًا للأسبابٍ أُخرى، وتتضمن وجود الأمونيا والكيتونات في التنفس. يكون النفس ذو رائحةٍ برازية، ويُوصف أيضًا برائحة التبن الطازج.
ارتبط مركب كبريتيد ثنائي الميثيل مع النَتَن الكبدي، مما يزيد من احتمال فشل الكبد، حيثُ يُعتبر مقياسًا غيرُ جراحيٍ. يعتقدُ بعض الباحثين أنَّ كبريتيد ثنائي الميثيل المتطاير هو المساهم الأساسي في رائحة النَتَن الكَبِدِي. يرتبط نوعٌ ثانويٌ من بيلة الثلاثي ميثيل أمين أيضًا بفشل الكبد، وقد اقترح أنَّ ثلاثي ميثيل أمين هو أيضًا مساهمٌ في النتن الكبدي.
يرتبطُ النتن الكبدي عادةً مع اضطرابات حمض-قاعدة مثل الحماض الكيتوني السكري أو التسمم بكحول الإيزوبروبانول.

## الهوامش
1. النَتَن الكَبِدِي أو البخر الكبدي (بالإنجليزية: Fetor hepaticus)‏، كما يُسمى أيضًا نفس المُتوفي أو نفس الميت (بالإنجليزية: breath of the dead)‏.

### باللغة الإنجليزية
1. ↑  محمد هيثم الخياط (2009). المعجم الطبي الموحد: إنكليزي - فرنسي - عربي (بالعربية والإنجليزية والفرنسية) (ط. الرابعة). بيروت: مكتبة لبنان ناشرون، منظمة الصحة العالمية. ص. 731. ISBN:978-9953-86-482-2. OCLC:978161740. QID:Q113466993.
2. ↑  Van den Velde S، Nevens F، Van Hee P، van Steenberghe D، Quirynen M (نوفمبر 2008). "GC-MS analysis of breath odor compounds in liver patients". J. Chromatogr. B. ج. 875 ع. 2: 344–8. DOI:10.1016/j.jchromb.2008.08.031. PMID:18938115.
3. ↑  Kaji، H؛ Hisamura, M؛ Saito, N؛ Murao, M (1 مايو 1978). "Gas chromatographic determination of volatile sulfur compounds in the expired alveolar air in hepatopathic subjects". Journal of Chromatography. ج. 145 ع. 3: 464–8. DOI:10.1016/s0378-4347(00)81377-8. PMID:659533.
4. ↑  Tangerman، A؛ Meuwese-Arends, MT؛ Jansen, JB (19 فبراير 1994). "Cause and composition of foetor hepaticus". Lancet. ج. 343 ع. 8895: 483. DOI:10.1016/s0140-6736(94)92729-4. PMID:7905979.
5. ↑  Mitchell، S؛ Ayesh, R؛ Barrett, T؛ Smith, R (مايو 1999). "Trimethylamine and foetor hepaticus". Scandinavian Journal of Gastroenterology. ج. 34 ع. 5: 524–8. DOI:10.1080/003655299750026281. PMID:10423071.
6. ↑  Berend، Kenrick؛ deVries, A؛ Gans, R (9 أكتوبر 2014). "Physiological Approach to Assessment of Acid-Base Disturbances". New England Journal of Medicine. ج. 371 ع. 15: 1434–45. DOI:10.1056/NEJMra1003327. PMID:25295502.

### باللغة العربيَّة
1. ↑  "ترجمة (Fetor hepaticus) في المعجم الطبي الموحد". مكتبة لبنان ناشرون. مؤرشف من الأصل في 2020-05-15. اطلع عليه بتاريخ 2020-05-15.
2. ↑  "ترجمة (Fetor hepaticus) في معجم مرعشي الطبي الكبير". مكتبة لبنان ناشرون. مؤرشف من الأصل في 2020-05-15. اطلع عليه بتاريخ 2020-05-15.
3. 1 2  "ترجمة (Fetor hepaticus) في موقع القاموس". القاموس. مؤرشف من الأصل في 2020-05-15. اطلع عليه بتاريخ 2020-05-15.